# Justo Bolekia
Justo Bolekia Boleká (ur. 13 grudnia 1954) – językoznawca, poeta, pisarz i polityk z Gwinei Równikowej.

## Życiorys
Urodził się w Santiago de Baney na wyspie Fernando Poo (dzisiejsze Bioko). Podstawową edukację odebrał w Santa Isabel (dzisiejsze Malabo). Z Gwinei wyemigrował w 1975, początkowo osiedlając się w Kamerunie, następnie zaś (od 1977) w Hiszpanii. Studiował na madryckim Uniwersytecie Complutense oraz na Uniwersytecie Salamanki. Z tym ostatnim związany zawodowo, jako wykładowca na wydziale filologii francuskiej. Od 2015 członek korespondent Królewskiej Akademii Hiszpańskiej. Wykładał również na uniwersytetach w Ghanie, Kamerunie, Wielkiej Brytanii i w Niemczech.
Pochodzi z grupy etnicznej Bubi, podejmuje liczne działania na rzecz zachowania i rewitalizacji rodzimej kultury. Opracował dwa słowniki hiszpański-bubi/bubi-hiszpański, opublikował również kilka podręczników do nauki ojczystego języka a także opracowania poświęcone jego gramatyce. Stara się również przybliżać i publikować ustną literaturę Bubich, w pozycjach takich jak Cuentos bubis de la isla de Bioko (2003), Poesía en lengua bubi: antología y estudio (2007) czy Recuerdos del abuelo Bayebé y otros relatos bubis (2014).
Głęboko krytyczny wobec rządu prezydenta Obianga Nguemy Mbasogo, był koordynatorem opozycyjnej koalicji Demócratas por el cambio. Należy do Movimiento de Autodeterminación de la Isla de Bioko (MAIB), organizacji dążącej do niepodległości Bioko. Był delegatem MAIB do spraw stosunków z zagranicą. W wywiadach określał Gwineę Równikową mianem sztucznego kraju, powstałego w wyniku kaprysu historii.
Zainteresowany związkami między władzą a językiem, zwłaszcza zaś językiem jako narzędziem sprawowania władzy, kwestii tej poświęcił Lenguas y Poder en África (2001) oraz La Francofonía. El nuevo rostro del colonialismo en África (2005, 2008).
W działalności literackiej posługuje się kilkoma językami, poza hiszpańskim również francuskim i angielskim. Opublikował choćby Ombligos y raíces (2006), Las reposadas imágenes de antaño (2008), Los callados anhelos de una vida (2012),  Miradas invertidas vs percepciones alteradas (2015) oraz A Bépátto (Los del barrio) (2017). Szczególnie ceniony jest niemniej za poezję tworzoną w bubi, w tym za debiutancki tom Löbëla (1999). Jego prace znalazły się w Literatura de Guinea Ecuatorial (2000), drugiej edycji wpływowej antologii literatury gwinejskiej, skompilowanej przez Donata Ndongo-Bidyogo. Tłumaczony na angielski, arabski, rumuński, niemiecki, francuski i włoski.